# Dactylocladius halobius
Dactylocladius halobius är en tvåvingeart som först beskrevs av Jean-Jacques Kieffer 1915.  Dactylocladius halobius ingår i släktet Dactylocladius och familjen fjädermyggor.
Artens utbredningsområde är Tyskland. Inga underarter finns listade i Catalogue of Life.